# 이름뒤 칭호
이름뒤 이니셜(post-nominal initials), 이름뒤 직함(post-nominal titles), 지정 문자(designatory letters) 또는 단순히 이름뒤(post-nominals)로도 불리는 이름뒤 칭호(post-nominal letters)는 개인이 직위, 학위, 인증, 직위, 직위, 직위, 학위, 자격증, 직책을 보유하고 있음을 나타내기 위해 사람의 이름 뒤에 배치되는 문자이다. 군 훈장이나 명예, 또는 종교 기관이나 형제회 회원 등이 있다. 개인은 여러 가지 다른 이름뒤 문자 세트를 사용할 수 있지만 일부 상황에서는 세트 수를 하나 또는 몇 개로 제한하는 것이 관례일 수 있다. 이름 뒤에 이름뒤 명사가 나열되는 순서는 우선 순위 규칙과 주어진 상황에 적합한 규칙에 따라 결정된다. 이름뒤 문자는 이름 접미사(name suffix)의 주요 유형 중 하나이다. 대조적으로, 의사나 교수를 "Dr. Smith"라고 부르는 것과 같이 이름앞 문자는 이름 뒤에 오는 것이 아니라 앞에 나온다.

## 같이 보기
- 이름앞 칭호
- 직함